# Gustav Weng
Gustav Weng (* 26. April 1869 in München; † 17. Juni 1945 in Lindau (Bodensee)) war ein deutscher Schriftsteller, Dramatiker und Lyriker.

## Leben und Werk
Gustav Weng wurde 1869 in München geboren. Nach dem Studium der Germanistik und Philosophie arbeitete er als Journalist, u. a. als Korrespondent der „Straßburger Post“. Daneben betätigte er sich literarisch. So schrieb er die Dramen „Aus Mitleid“ (uraufgeführt 1897 im Alexander-Theater in Berlin) und die Tragödie „Warbeck“ (uraufgeführt 1902 in Straßburg). Um die Jahrhundertwende wurde Weng als Korrespondent nach Paris geschickt, wo er 1901 heiratete. Im Jahr 1911 wurde dort seine einzige Tochter geboren. Weng schrieb in Paris die Romane „Überwinder der Liebe“ und „Ecce Homo“ sowie Novellen und Erzählungen. Daneben schrieb er weitere Dramen, betrieb philosophische Studien und veröffentlichte eine Streitschrift, die sich mit der Überschätzung des technischen Fortschritts befasste. Ein weiteres Werk mit dem Titel „Schopenhauer-Darwin, Pessimismus und Optimismus, ein Beitrag zur Fortschrittsbewegung“ fand in Fachkreisen Anerkennung. Weng schrieb in Paris ferner die historische Tragödie „Danton“, die er auch ins Französische übersetzte. Kurz vor der geplanten Uraufführung des Werkes im Pariser Theater „Odeon“ im Herbst 1914 brach der Erste Weltkrieg aus und Gustav Weng musste mit seiner Familie unter Zurücklassung wertvoller Manuskripte und seiner gesamten Habe Paris verlassen.
Nach dem Ersten Weltkrieg arbeitete er beim „Lindauer Tagblatt“ und wohnte in Lindau-Reutin. Dort hatte er Kontakt u. a. mit der Lindauer Dichterin Celida Sesselmann und den Dichtern Wilhelm von Scholz, Graf Strachwitz und Freiherr von Gleichen-Rußwurm. Seine Dramen wurden im Lindauer Stadttheater aufgeführt.
In Lindau entstanden in den 1920er Jahren Gedichte, die die Schönheit der Landschaft preisen und um das Thema der Stellung des Menschen in Natur und Geschichte kreisen. 1924/1925 beteiligte sich Gustav Weng an der Gründung der „Arbeitsgemeinschaft Volksbildung am Bodensee“, einer grenzübergreifenden Vorgängerinstitution der Volkshochschulen. 1926 erlitt Gustav Weng einen Schlaganfall, der eine Lähmung der rechten Körperseite mitsamt der Zunge verursachte. Er starb am 17. Juni 1945 in Lindau-Reutin, wo er auch begraben wurde.

## Werke (Auswahl)
- Schopenhauer – Darwin. Pessimismus oder Optimismus? Ein Beitrag z. Fortschrittsbewegung von Gustav Weng, E. Hofmann, Berlin 1911
- Lindau und das bayerische Bodensee-Gebiet, Verkehrsverein f. Lindau u. d. bayer. Bodensee-Gebiet, Lindau 1926